# La Marraine de Charley (film, 1941)
Pour les articles homonymes, voir La Marraine de Charley.
Pour plus de détails, voir Fiche technique et Distribution.
La Marraine de Charley (Charley's Aunt) est un film américain en noir et blanc réalisé par Archie Mayo et sorti en 1941. C'est la troisième version au cinéma de la pièce de théâtre de Brandon Thomas, et c'est un des films les plus populaires aux États-Unis en 1941.

## Synopsis
En 1890, deux étudiants d'Oxford forcent leur ami et camarade coquin à se faire passer pour une tante du Brésil - d'où viennent les noix...

## Fiche technique
- Titre original : Charley's Aunt
- Réalisation : Archie Mayo
- Scénario : George Seaton, d'après la pièce de théâtre Charley's Aunt de Brandon Thomas
- Production : Twentieth Century Fox Film Corporation
- Photographie : J. Peverell Marley
- Musique : Alfred Newman
- Montage : Robert Bischoff
- Genre : comédie
- Durée : 80 min
- Date de sortie :
  - États-Unis :1er août 1941

## Distribution
- Jack Benny : Babbs Babberly
- Kay Francis : Donna Lucia d'Alvadorez
- James Ellison : Jack Chesney
- Anne Baxter : Amy Spettigue
- Edmund Gwenn : Stephen Spettigue
- Laird Cregar : Sir Francis Chesney
- Reginald Owen : Redcliff
- Arleen Whelan : Kitty Verdun
- Richard Haydn : Charley Wyckham
- Ernest Cossart : Brasset
- Morton Lowry : Harley Stafford
- Will Stanton : messager
- Lionel Pape : Hilary Babberly
- C. Montague Shaw : un professeur
- Maurice Cass : un professeur
- Claud Allister : un spectateur
- William Austin